# Legal Classics Library (Gryphon Editions)
Die Legal Classics Library (etwa: Bibliothek der juristischen Klassiker) der Gryphon Editions ist eine englischsprachige Buchreihe mit berühmten Rechtsbüchern, politischen Büchern, juristischen Büchern und Büchern über wichtige Gerichtsverfahren aus Geschichte und Gegenwart. Sie enthält neben originalen englischsprachigen Werken auch Übersetzungen von Werken aus anderen Sprachen. Sie erscheint in Birmingham, Alabama, bei Gryphon seit den 1980er Jahren.
Die folgende zumeist nach Verfasser bzw. Herausgeber sortierte Übersicht (bisweilen auch mit Dopplungen unter sinnvollen Stichwörtern) erhebt keinen Anspruch auf Aktualität oder Vollständigkeit:

## Bände (Auswahl)
| Autor(en)                                             | Werk | Erscheinungsjahr |
| ----------------------------------------------------- | --- | ---------------- |
| Alexander, James                                      | A Brief Narrative of the Case and Trial of John Peter Zenger, Printer of the New York Weekly Journal                               | 2004             |
| Alighieri, Dante                                      | Monarchy | 2014             |
| Allen, Carleton Kemp                                  | Law in the Making | 1992             |
|                                                       | Apokrimata. Decisions of Septimius Severus on Legal Matters                                                                        | 1999             |
|                                                       | Areopagitica: A Speech of Mr. John Milton for the Liberty of Unlicensed Printing, to the Parliament of England                     | 1992             |
| Aristotle                                             | Constitution of Athens | 2014             |
| Austin, John                                          | The Province of Jurisprudence | 1984             |
| Barnett, Bryant                                       | The Code Napoleon | 1983             |
| Barnes, Thomas G.                                     | The Laws and Liberties of Massachusetts                                                                                            | 1982             |
| Bacon, Francis                                        | The Elements of the Common Laws of England                                                                                         | 1997             |
|                                                       | The Works of Walter Bagehot: The English Constitution                                                                              | 1995             |
| Bailey, John                                          | The Lost German Slave Girl | 2005             |
| Barnes, Thomas                                        | Shaping the Common Law: from Glanvill to Hale, 1188–1688                                                                           | 2001             |
| Bentham, Jeremy                                       | An Introduction to the Principles of Morals and Legislation                                                                        | 1986             |
| Berle, Adolf A. und Gardiner, C. Means                | The Modern Corporation and Private Property                                                                                        | 1993             |
| Berger, Raoul                                         | Government. Judiciary | 2013             |
| Blackstone, Sir William                               | Commentaries on the Laws of England. 4 Bände                                                                                       | 1983             |
| Bork, Robert H.                                       | A Time to Speak | 2014             |
| Bryce, James                                          | The American Commonwealth. 2 Bände                                                                                                 | 1987             |
| Brierly, David                                        | Major Legal Systems in the World Today                                                                                             | 2000             |
| Brownson, Orestes Augustus                            | The American Republic Its Constitution, Tendencies, and Destiny                                                                    | 2005             |
| Burlamaqui, J. J.                                     | The Principles of Natural Law / The Principles of Politic Law.                                                                     | 1995             |
| Burke, Edmund                                         | Selected Works. 2 Bände | 1990             |
| Cardozo, Benjamin N.                                  | Cardozo on the Law | 1982             |
| Berle, A. und Means, G.                               | The Modern Corporation and Private Property                                                                                        | 1993             |
| Calhoun, John C.                                      | A Disquisition on Government and A Discourse on The Constitution and Government of The United States                               | 1993             |
| Carter, James Coolidge                                | Law: It's Origin, Growth and Function                                                                                              | 1996             |
| Chafee, Zecharia Jr.                                  | Freedom of Speech | 1990             |
| Cicero                                                | On the Commonwealth | 2012             |
| Cohen, Morris Raphael                                 | Law and The Social Order Essays in Legal Philosophy                                                                                | 2001             |
| Cooley, Thomas                                        | Constitutional Limitations | 1987             |
| Craigmyle, Lord                                       | John Marshall in Diplomacy and Law                                                                                                 | 2001             |
| Davis, Cushman K.                                     | The Law in Shakespeare | 2003             |
| Dawson, John P.                                       | The Oracles of the Law | 1994             |
| Daube, David                                          | Studies in Biblical Law | 2002             |
| Del Vecchio, Giorgio                                  | The Formal Bases of Law | 2003             |
| DeLolme, J. L.                                        | The Constitution of England | 2002             |
| Dershowitz, Alan                                      | The Genesis of Justice | 2000             |
| Dicey, A. V.                                          | Lectures on the Relation Between Law and Public Opinion in England during the Nineteenth Century                                   | 1985             |
| Dicey, A. V.                                          | Lectures Introductory to The Study of Law of The Constitution                                                                      | 1999             |
| Dilliard, Irving                                      | The Spirit of Liberty Papers and Addresses / An Introduction and Notes Together With The Bill of Rights                            | 1989             |
| Dillon, John F.                                       | The Laws and Jurisprudence of England and America                                                                                  | 1994             |
| Drone, Eaton S.                                       | The Law of Property in Intellectual Productions                                                                                    | 1987             |
| Edwards, George J.                                    | The Grand Jury: an Essay | 2003             |
| Emery, Lucilius                                       | Concerning Justice | 2001             |
| Farrand, Max                                          | The Framing of the Constitution | 2002             |
| Filmer, Robert                                        | Patriarcha | 2013             |
| Fisher, Sydney George                                 | The Evolution of the Constitution of the United States                                                                             | 2003             |
| Fortescue, Sir John Chancellor                        | De laudibus legum Angliae: A Treatise in Commendation of the Laws of England                                                       | 1984             |
| Frank, Jerome                                         | Law and the Modern Mind | 1985             |
| Freeman, Kathleen                                     | The Murder of Herodes and Other Trials From The Athenian Courts                                                                    | 1995             |
| Freeman, Kathleen                                     | The Work and Life of Solon | 2014             |
| Fuller, Lon L.                                        | The Morality of Law | 2006             |
| Gardner, Fred                                         | The Unlawful Concert: An Account of the Presidio Mutiny Case                                                                       | 2005             |
| Gest, John Marshall                                   | The Lawyer in Literature | 2002             |
| Gierke, Otto                                          | Political Theories of the Middle Age                                                                                               | 2001             |
| Gilmore, Grant                                        | The Death of Contract: The Ages of American Law                                                                                    | 1997             |
| Gough, J. W.                                          | Fundamental Law | 2007             |
| Grotius, Hugo                                         | The Law of War and Peace | 1984             |
| Gray, John Chipman                                    | The Nature and Sources of the Law                                                                                                  | 1985             |
|                                                       | Great American Law Reviews. 3 Bände                                                                                                | 1984             |
| Hale, Matthew                                         | The History and Analysis of the Common Law of England                                                                              | 1987             |
| Hall, J. W.                                           | The Trial of William Joyce | 1987             |
| Hand, Learned                                         | The Spirit of Liberty & The Bill of Rights                                                                                         | 1989             |
| Hart, H. L. A.                                        | The Concept of Law | 1990             |
| Hartigan, Richard Shelly                              | Lieber's Code and the Law of War                                                                                                   | 1995             |
| Healy, Maurice                                        | The Old Munster Circuit. A Book of Memories and Traditions                                                                         | 1991             |
| Herbert, A. P.                                        | Uncommon Law | 1988             |
| Hicks, Frederick C.                                   | Men and Books Famous in the Law | 1994             |
| Hicks, Frederick C.                                   | Famous American Jury Speeches | 1989             |
| High, James L.                                        | Speeches of Lord Erskine While At the Bar. 2 Bände                                                                                 | 1984             |
| Hobbes, Thomas                                        | Leviathan | 2012             |
| Hohfeld, Wesley Newcomb                               | Fundamental Legal Conceptions as Applied in Judicial Reasoning and Other Legal Essays                                              | 2003             |
| Holland, Thomas Erskine                               | Jurisprudence | 1998             |
| Holmes, Oliver Wendell Jr.                            | The Common Law and Other Writings                                                                                                  | 1982             |
| Hooker, James                                         | Laws of Ecclesiastical Polity | 1998             |
| Hoover, Herbert                                       | The Challenge to Liberty | 2000             |
| Hudson, William                                       | A Treatise of The Court of Star Chamber                                                                                            | 1986             |
| Jackson, Robert Hougwout                              | The Struggle for Judicial Supremacy: A study of a crisis in American power politics.                                               | 2000             |
| Jefferson, Thomas                                     | Notes on the State of Virginia | 1955             |
| Jhering, Rudolph von                                  | The Struggle for Law | 1991             |
| Johns, C. H. W.                                       | Babylonian and Assyrian Laws, Contracts and Letters                                                                                | 1987             |
| Kames, Henry Home                                     | Historical Law Tracts | 1988             |
| Kantorowicz, Hermann                                  | Bractonian Problems | 2006             |
| Kaplan, Alice                                         | The Collaborator: The Trial & Execution of Robert Brasillach                                                                       | 2006             |
| Kelsen, Hans                                          | General Theory of Law and State | 1990             |
| Kent, James                                           | Commentaries on American Law | 1986             |
| Kluger, Richard                                       | Simple Justice: Brown v. Board of Education of Topeka                                                                              | 1994             |
| Langdell, C. C.                                       | A Selection of Cases on the Law of Contracts with References and Citations                                                         | 1983             |
| Lewis, Anthony                                        | Gideon's Trumpet | 1991             |
| Lewis, Bernard                                        | The Political Language of Islam | 2012             |
| Lieber, Francis                                       | Legal and Political Hermeneutics                                                                                                   | 1994             |
| Livingston, Edward                                    | A System of Penal Law for the State of Louisiana                                                                                   | 1991             |
| Llewellyn, Karl Nickerson                             | On Legal Realism Including the Bramble Bush                                                                                        | 1986             |
| Llewellyn, K.N. und Hoebel, E. Adamson                | The Cheyenne Way: Conflict and Case Law in Primitive Jurisprudence                                                                 | 1992             |
| Locke, John                                           | Two Treatises of Government | 1994             |
| Lodge, Henry Cabot Sr.                                | Daniel Webster | 2006             |
| Lombroso, Cesare                                      | Crime: Its Causes and Remedies | 1994             |
| Mahan, Alfred Thayer                                  | Armaments and Arbitration or The Place of Force in The International Relations of States                                           | 2000             |
| Maine, Henry Sumner                                   | Ancient Law: Its Connection with the Early History of Society, and Its Relation to Modern Ideas                                    | 1982             |
| Maitland, Frederic William                            | The Constitutional History of England                                                                                              | 2000             |
| Maitland, Frederic William und Pollock, Sir Frederick | The History of English Law before the time of Edward I. 2 Bände                                                                    | 1982             |
| Mallock, W. H.                                        | A Critical Examination of Socialism                                                                                                | 1998             |
| McIlwain, Charles Howard                              | The High Court of Parliament and its Supremacy                                                                                     | 2003             |
| McIlwain, Charles Howard                              | The American Revolution: A Constitutional Interpretation                                                                           | 2004             |
| Mellon, Andrew                                        | Taxation. The People’s Business | 2013             |
| Mill, John Stuart                                     | On Liberty | 1992             |
| Miller, William Ian                                   | Bloodtaking and Peacemaking | 1990             |
| Montesquieu, Baron De                                 | The Spirit of Laws. 2 Bände | 1984             |
| More, Thomas                                          | Utopia: With the Dialogue of Comfort                                                                                               | 1989             |
| Morton, Desmond                                       | The Queen Vs. Louis Riel | 1992             |
| Moyle, J. B.                                          | The Institutes of Justinian | 1985             |
| Muddiman, J. G.                                       | The Trial of King Charles I | 1994             |
| Novick, Sheldon M.                                    | Honorable Justice: The Life of Oliver Wendell Holmes                                                                               | 1990             |
| Parry, Edward Abbott                                  | The Law and the Poor | 2002             |
| Paul, Rand                                            | Government Bullies | 2012             |
| Perry, Richard L. und Cooper, John C.                 | Sources of Our Liberties | 1990             |
| Phillips, Samuel March                                | Famous Cases of Circumstantial Evidence                                                                                            | 2000             |
| Pitman, Benn                                          | The Assassination of President Lincoln and the Trial of the Conspirators                                                           | 1983             |
| Plato                                                 | The Republic | 1991             |
| Pothier, R. J.                                        | Treatise on the Contract of Sale                                                                                                   | 1988             |
| Pound, Roscoe                                         | The Spirit of the Common Law & Other Writings                                                                                      | 1985             |
| Pringle, Patrick                                      | Hue and Cry: The Story of Henry and John Fielding                                                                                  | 2005             |
| Pufendorf, Samuel von                                 | On The Duty of Man and Citizen According to Natural Law                                                                            | 1993             |
| Pulling, Alexander                                    | The Order of the Coif | 1989             |
| Radin, Max                                            | Law as Logic and Experience | 2002             |
| Radin, Max                                            | The Trial of Jesus of Nazareth | 2005             |
| Ray, Isaac                                            | A Treatise on the Medical Jurisprudence of Insanity                                                                                | 1987             |
| Rehnquist, William H.                                 | The Supreme Court: How it Was, how it is                                                                                           | 1992             |
| Reid, John Phillip                                    | Laws of the Cherokee Nation | 1995             |
| Saint Germain, Christopher                            | Doctor and Student | 1988             |
| Savigny, Frederick Charles                            | Of the Vocation of Our Age for Legislation and Jurisprudence                                                                       | 1986             |
| Scott, James Brown                                    | Francisco de Vitoria and his Law of Nations                                                                                        | 1999             |
| Selden, John                                          | The Table-Talk of John Selden | 1989             |
| Sleeman, Colin                                        | The “Double Tenth” Trial | 2007             |
| Spooner, Lysander                                     | An Essay on the Trial by Jury | 1989             |
| Stimson, Frederic Jesup                               | The American Constitution As it Protects Private Rights                                                                            | 2005             |
| Stohr, Greg                                           | A Black and White Case: How Affirmative Action Survived It's Greatest Legal Challenge                                              | 2004             |
| Stone, Harlan Fiske                                   | Law and its Administration | 2004             |
| Story, Joseph                                         | A Familiar Exposition of The Constitution of The United States                                                                     | 1992             |
| Story, Justice                                        | Commentarires on Equity Jurisprudence                                                                                              | 1988             |
| Strauss, Leo                                          | Natural Right and History | 1950             |
| Stryker, Lloyd Paul                                   | Courts and Doctors | 2007             |
| Stryker, Lloyd Paul                                   | The Art of Advocacy | 2007             |
| Tansill, Charles                                      | Records of the Debates in the Federal Convention of 1787 as Reported by James Madison                                              | 1989             |
| Thomson, Richard                                      | An Historical Essay on the Magna Charta of King John                                                                               | 1982             |
| Townley, James                                        | The Reasons of the Laws of Moses: From the More Nevochim of Maimonides                                                             | 2000             |
| Trevor, Frederick                                     | Lincoln The Lawyer | 1996             |
| Tucker, St. George                                    | View of the Constitution of the U.S.                                                                                               | 2013             |
| Vattel, E. de                                         | The Law of Nations or The Principles of Natural Law Applied to The Conduct and to The Affairs of Nations and Sovereigns            | 1993             |
| Vinogradoff, Paul und Fisher, H. A. L.                | The Collected Papers of Paul Vinogradoff. 2 Bände                                                                                  | 1995             |
| Vinogradoff, Paul                                     | Common-Sense in Law | 2006             |
| Warburton, A. F.                                      | Trial of the Officers and Crew of the Schooner Savannah                                                                            | 1997             |
| Warren, Charles                                       | The Supreme Court in the United States                                                                                             | 1992             |
| Warren, Charles                                       | Congress, The Constitution and the Supreme Court                                                                                   | 2007             |
| Washburn, Emory                                       | Manual of Criminal Law Including the Mode of Procedure by which it is Enforced                                                     | 2005             |
| Webster, Daniel und Whipple, Edwin P.                 | The Great Speeches and Orations of Daniel Webster                                                                                  | 1989             |
| Wellman, Francis Lewis                                | The Art of Cross-Examination: With the cross-examinations of important witnesses in some celebrated cases                          | 1983             |
| Westin, Alan F.                                       | The Anatomy of a Constitutional Law Case                                                                                           | 1996             |
| Wheaton, Henry                                        | Elements of International Law | 1991             |
| Wigmore, John Henry                                   | The Principles of Judicial Proof                                                                                                   | 1991             |
| Wilson, Woodrow                                       | Congressional Government: A Study in American Politics                                                                             | 1993             |
| Wintrop, William                                      | Military Law and Precedents | 1988             |
| Winfield, Sir Percy Henry                             | The Chief Sources of English Legal History                                                                                         | 2002             |
| Wollstonecraft, Mary                                  | A Vindication of the Rights of Woman                                                                                               | 1993             |
| Wood, Gordon                                          | The Creation of the American Republic                                                                                              | 2014             |
| Young, Filson                                         | The Trial of Hawley Harvey Crippen                                                                                                 | 1985             |
| Zane, John Maxcy                                      | The Story of Law | 2013             |
|                                                       | A Penal Code Prepared by the Indian Law Commissioners and Published by Command of the Governor General of India in Council         | 1987             |
|                                                       | The Federalist: A Collection of Essays, Written in Favor of the New Constitution by John Jay, Alexander Hamilton and James Madison | 1983             |
|                                                       | The Political Works of James I. | 1994             |
|                                                       | The Irving Judgement: David Irving v. Penguin Books and Professor Deborah Lipstadt                                                 | 2004             |
|                                                       | The Essays of Michael Seigneur De Montaigne                                                                                        | 1994             |
|                                                       | The Laws of Plato | 2015             |
|                                                       | The Council, Laws of the Cherokee Nation                                                                                           | 1994             |
|                                                       | The Scopes Trial: The World's Most Famous Court Trail, The Tennessee Evolution Case                                                | 1984             |
|                                                       | St. Thomas Aquinas on Law and Justice: Excerpts from Summa Theologica.                                                             | 1988             |